# Curtos
Curtos is een geslacht van kevers uit de familie glimwormen (Lampyridae). Het geslacht werd voor het eerst wetenschappelijk beschreven in 1845 door Motschulsky.

## Soorten
- Curtos acerra (Gorham, 1895)
- Curtos atripennis Pic, 1934
- Curtos bilineatus Pic, 1927
- Curtos cerea (Gorham, 1882)
- Curtos costipennis (Gorham, 1880)
- Curtos elongatus Jeng and Yang in Jeng et al., 1998
- Curtos flaviceps Pic, 1927
- Curtos flavus Pic, 1927
- Curtos fulvocapitalis Jeng and Satô in Jeng et al., 1998
- Curtos impolitus (E. Olivier, 1913)
- Curtos mongolicus Motschulsky, 1853
- Curtos motschulskyi E. Olivier, 1905
- Curtos mundulus (E. Olivier, 1913)
- Curtos obscuricolor Jeng and Satô in Jeng et al., 1998
- Curtos okinawanus Matsumura, 1918
- Curtos rouyeri Pic, 1927
- Curtos ruficollis Jeng and Chang in Jeng et al., 1998
- Curtos sauteri E. Olivier, 1913
- Curtos variolosus (Bourgeois, 1907)